# راهبه دیر کاسترو (فیلم)
راهبه دیر کاسترو (ایتالیایی: La badessa di Castro) یک فیلم درام ایتالیایی به کارگردانی آرماندو کریسپینو است که در سال ۱۹۷۴ منتشر شد.

## گزیدهٔ بازیگران
- باربارا بوشه در نقش «اِلِنا»، راهبه دیر کاسترو
- پیر پائولو کاپونی
- ایدا گالی
- آنتونیو کانتافورا
- مارا ونیر
- لوچانا تورینا
- چیرو ایپولیتو
- یوله فیرو
- آتیلیو دوتزیو